# メタルファイター・MIKU 音楽集
『メタルファイター♥MIKU 音楽集』（メタルファイター・ミク おんがくしゅう）は、テレビアニメ『メタルファイター♥MIKU』のサウンドトラック。1994年9月21日にビクターエンタテインメントから発売されている。作曲家・川井憲次が手掛けていた23曲BGMに加えて主題歌・挿入歌や河原ゆうじ書き下ろしミニドラマでも収録。
ジャケットイラストにはキャラクターデザイン・本田雄の描き下ろしセル原画。

## 収録曲
1. 風になるまで（歌：桃田佳世子） [4:30]
2. 炎のリング [2:10]
3. オーフル・エナミー [1:44]
4. ハード・トレーニング [2:00]
5. 戦いの予感 [1:00]
6. 影の軍団 [2:21]
7. 背徳のリズム [1:45]
8. あこがれ [1:18]
9. プロレスが好きだから [1:51]
10. プリティフォーの誰も知らない秘密 - ミク編 [2:07]
11. プリティフォーの誰も知らない秘密 - サヤカ編 [2:03]
12. プリティフォーの誰も知らない秘密 - ギンコ編 [2:09]
13. プリティフォーの誰も知らない秘密 - ナナ編 [1:59]
14. 華麗なる戦い [2:19]
15. 迫りくる危機 [1:44]
16. 哀しみに染めて [1:20]
17. 強く美しく [1:32]
18. オニのいぬ間に [1:06]
19. ときめき [1:21]
20. プリティ・エナジー [2:04]
21. 明日の勝利 [1:02]
22. ショートドラマ「みくちゃん爆発する」 [3:16]
23. Dream Sensation（歌：吉田古奈美、根谷美智子、折笠愛、小野寺麻理子） [4:54]
24. 蠢く陰謀 [1:20]
25. ダーティー・グルーブ [2:12]
26. とまどい [2:00]
27. 4人はアイドル [1:34]
28. 憂いの淵 [1:28]
29. 希望の果て [2:26]
30. 瞳は1000カラット（歌：桃田佳世子） [4:27]